# Конрадсбург
Конрадсбург (на немски: Konradsburg) е замък при Ермслебен в североизточен Харц в Саксония-Анхалт (Германия). Споменат е за пръв път през 1021 г.
Намира се на около 6 km западно от Ашерслебен и около 2 km южно от Ермслебен, част на град Фалкенщайн. След 1120 г. замъкът става манастир. През селската война е изгорен. През 1526 г. монасите го напускат